# 荔波大节竹
荔波大节竹（学名：Indosasa lipoensis）为禾本科大节竹属下的一个种。